# Xã Arvon, Michigan
Xã Arvon (tiếng Anh: Arvon Township) là một xã thuộc quận Baraga, tiểu bang Michigan, Hoa Kỳ. Năm 2010, dân số của xã này là 450 người.